# Sikole
Sikole (kyrillisch Сиколе) ist ein Dorf in der Opština Negotin, im Bezirk Bor im Osten Serbiens.

## Geographie

### Geographische Lage
Sikole liegt in der Opština Negotin, einer der östlichsten Gemeinden Serbiens, im Okrug Bor in Zentralserbien. Das Dorf befindet sich auf 360 Meter über Adria.

### Klima
In Sikole herrscht ein gemäßigtes kontinentales Klima mit den für Europa üblichen vier Jahreszeiten.

### Nahe Städte und Dörfer
| Crnajka 17 km         | Popovica 4 km                               | Jabukovac 20 km |
| Luka 8 km             | Kompassrose, die auf Nachbargemeinden zeigt | Kobišnica 23 km |
| Donja Bela Reka 14 km | Salas 7 km                                  | Brusnik 14 km   |

Negotin liegt etwa 20 km entfernt von Sikole.
Bor liegt etwa 17 km entfernt von Sikole.

### Natur und Gewässer
Durch Sikole fließt ein Fluss namens Sikolska Reka. Der Fluss entspringt am Berg Deli Jovan und mündet in den Timok

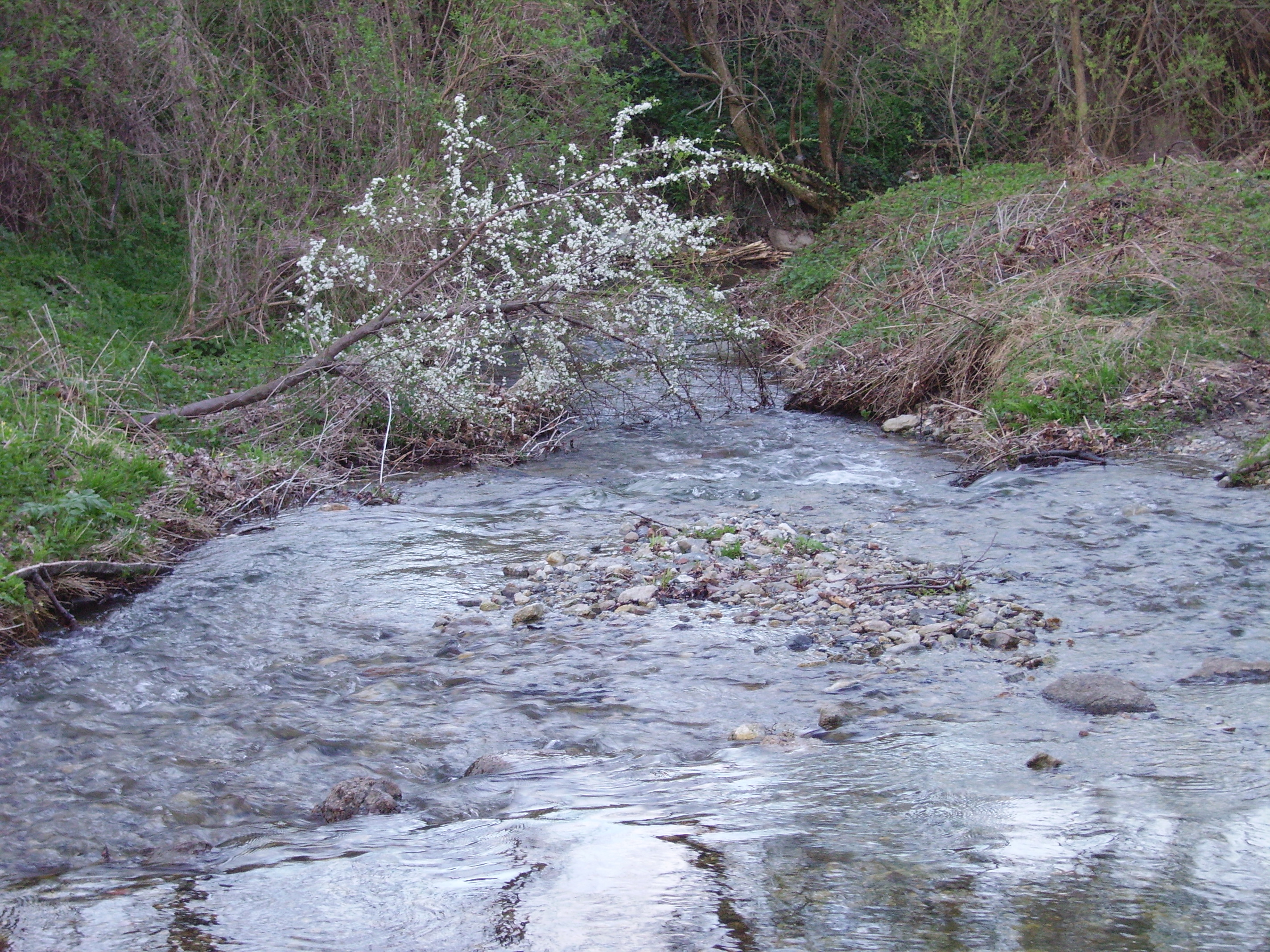
Sikolska Reka im Jahr 2007

## Einwohner
Die Volkszählung 2002 (Eigennennung) ergab, dass 838 Menschen im Dorf leben.
|           | Anzahl | Prozent |
| Gesamt    | 838    | 100     |
| Serben    | 824    | 98,32   |
| Rumänen   | 1      | 0,11    |
| Unbekannt | 13     | 1,55    |

Weitere Volkszählungen:
- 1948: 1.777
- 1953: 1.753
- 1961: 1.765
- 1971: 1.543
- 1981: 1.372
- 1991: 1.070

## Bildung
Sikole hat eine Schule im Dorfzentrum (1. bis 4. Klasse). 2006/2007 wurden etwa 24 Schüler unterrichtet. Die Schule wurde 1892 eröffnet.

## Persönlichkeiten
- Čučuk Stana, (~1795–1849), serbische Freiheitskämpferin und Hajdukin
- Petar Velimirović (1848–1911), 1902 und 1908/1909 serbischer Ministerpräsident.